# Ɔ̋
Cette page contient des caractères spéciaux ou non latins. S’ils s’affichent mal (▯, ?, etc.), consultez la page d’aide Unicode.
Ɔ̋ (minuscule : ɔ̋), ou O ouvert double accent aigu, est un graphème utilisé dans l’écriture du dan de l’Est et du kakabé. Il s’agit de la lettre O ouvert diacritée d’un double accent aigu.

## Représentations informatiques
L’O ouvert double accent aigu peut être représenté avec les caractères Unicode suivants  :
- décomposé (latin étendu B, Alphabet phonétique international, diacritiques)[1],[2],[3]

| formes    | représentations | chaînes de caractères | points de code | descriptions                                                    |
| --------- | --------------- | --------------------- | -------------- | --------------------------------------------------------------- |
| capitale  | Ɔ̋               | Ɔ◌̋                    | U+0186 U+030B  | lettre majuscule latine O ouvert diacritique double accent aigu |
| minuscule | ɔ̋               | ɔ◌̋                    | U+0254 U+030B  | lettre minuscule latine O ouvert diacritique double accent aigu |